# Netrakona (zila)
Netrakona is een district (zila) in de divisie Mymensingh van Bangladesh. Het district telt ongeveer 2 miljoen inwoners en heeft een oppervlakte van 2810 km². De hoofdstad is de stad Netrakona.
Netrakona is onderverdeeld in 10 upazila/thana (subdistricten), 85 unions, 2281 dorpen en 4 gemeenten.